# Papir Hearst

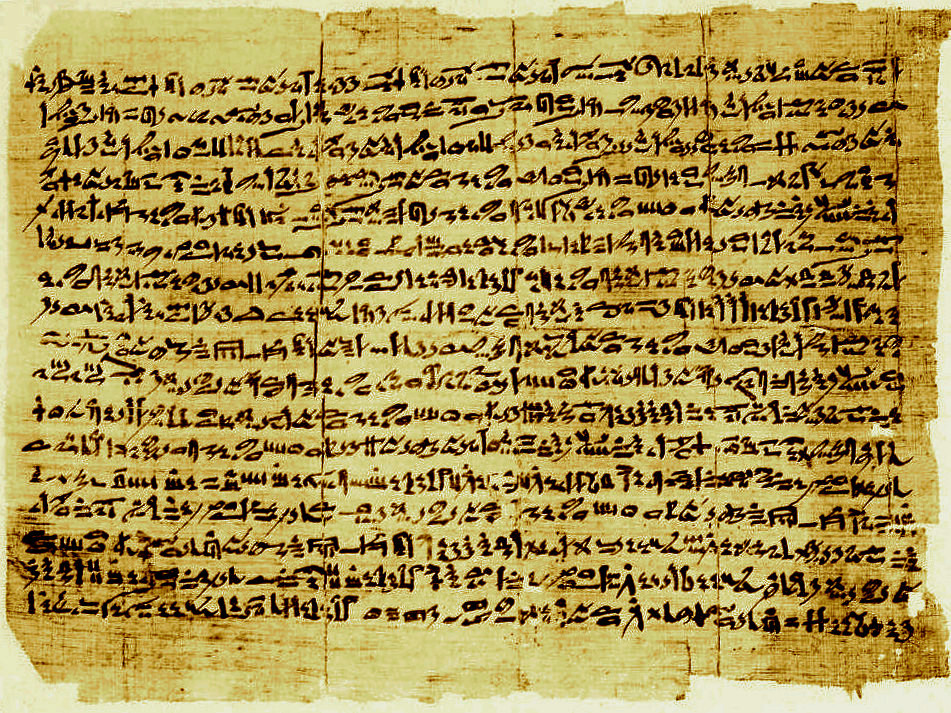
El papir Hearst

El papir Hearst, també conegut com a papir mèdic Hearst, és un dels papirs de l'antic Egipte que versen sobre temes mèdics. Data de la primera meitat del mil·lenni II aC i va ser trobat en l'expedició Hearst, prop de Deir el-Ballas. Conté 18 pàgines de prescripcions mèdiques escrites en hieràtic, especialitzades en patologies del sistema urinari, de la sang, del pèl i sobre mossegades. És considerat un important manuscrit, tot i que alguns autors han posat en dubte la seva autenticitat.

## Origen

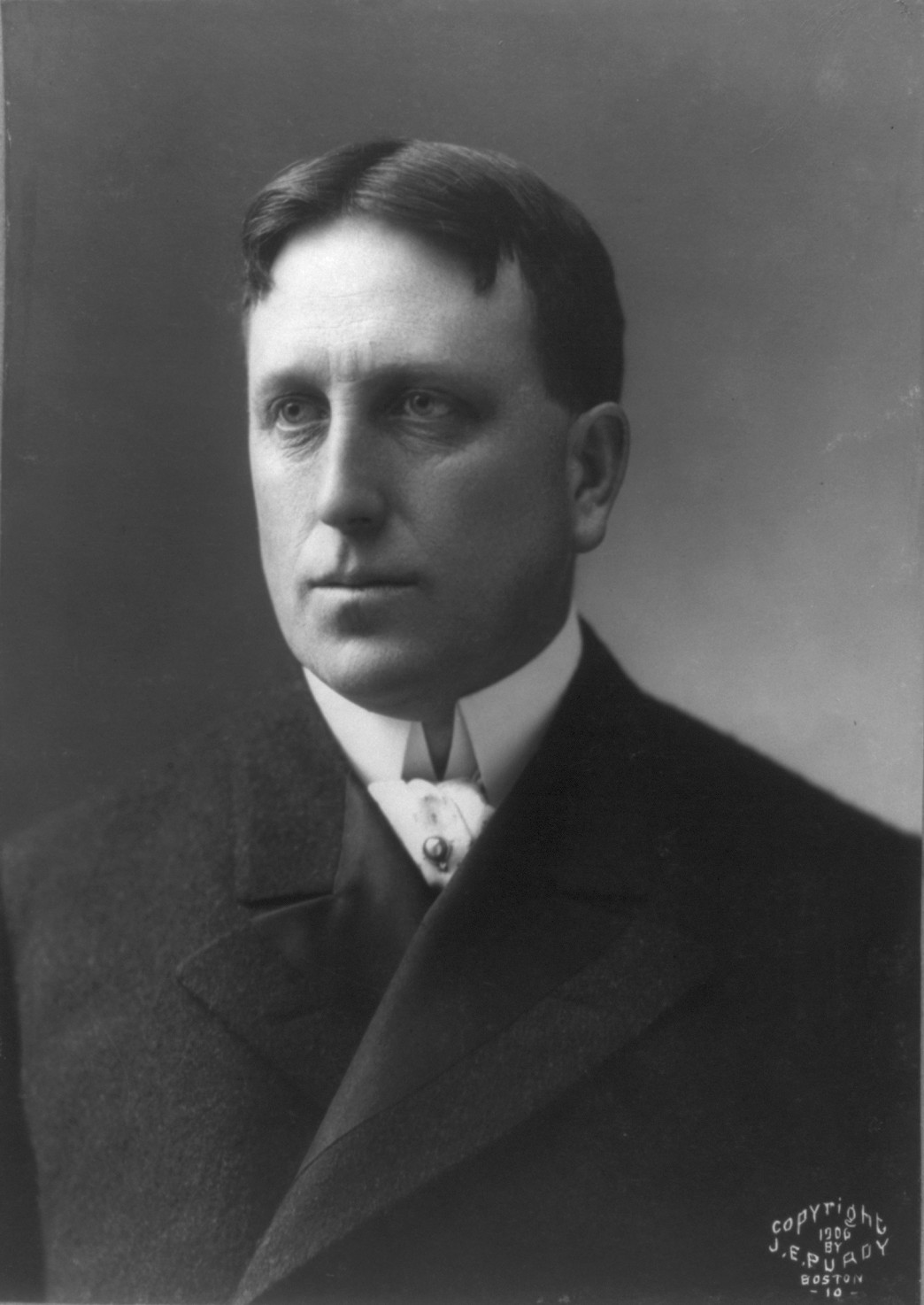
William Randolph Hearst, patrocinador de l'expedició que va trobar el papir i al qual deu el seu nom

George Andrew Reisner va publicar diversos gravats del papir el 1905. Segons aquest investigador, el papir Hearst va ser lliurat a la primavera de 1901 al camp base de l'expedició Hearst, a Egipte, de mans d'un nadiu de la vila propera de Deir el-Ballas, com a agraïment per haver-li permès utilitzar com a fertilitzant un dels seus munts d'escombraries. Posteriorment, seria batejat per la mare de William Randolph Hearst, el magnat de premsa patrocinador de l'expedició, organitzada per la Universitat de Califòrnia.
El papir es va datar en la dinastia XVIII d'Egipte, al voltant de l'època del regnat del faraó Tutmosis III, tot i que es creu que el text originari podria haver estat redactat anteriorment, durant l'Imperi mitjà d'Egipte, al voltant de 2000 aC. Es conserva a la biblioteca Bancroft, a la Universitat de Califòrnia, Berkeley.
En els últims anys, s'han suscitat alguns dubtes sobre la seva autenticitat. El contingut del papir ha estat investigat a partir dels gravats publicats, però el papir original mai ha pogut ser estudiat. Els responsables de la seva custòdia van afirmar el 2003 que es conserva "en un sorprenent bon estat. Gairebé massa per ser cert." Reisner mai va dubtar de la seva autenticitat, i el 1905 escrigué: "El rotllo va romandre sense obrir des de l'antiguitat, com es va poder constatar per les restes de sorra i insectes trobades a l'interior." Per posar fi a la qüestió, els responsables de la biblioteca Bancroft han declarat estar disposats a deixar-lo examinar per determinar si és autèntic o una falsificació gairebé perfecta.

## El text
El papir Hearst és un dels papirs mèdics de l'antic Egipte dedicats a la medicina. Conté 260 paràgrafs en 18 columnes, bàsicament de receptes mèdiques i fórmules magistrals, escrites en hieràtic. S'hi poden trobar remeis per al mal de cap, malalties digestives, caigudes de dents, malalties del pulmó o per a mossegades. Com la majoria dels papirs mèdics, conté una secció de rituals màgics que el sanador havia de realitzar per a la completa curació del pacient. També inclou alguns tractaments per a porcs i hipopòtams.